# Качели (альбом Centr)
«Качели» — первый официальный альбом группы Centr. На пластинку вошло 16 композиций. В записи альбома участвовал состав группы: Guf, Slim и Птаха. С песней «Город дорог» из этого альбома группа CENTR и Баста победили на MTV Russia 2008 в номинации «Хип-Хоп».
Так же, как и первый альбом Guf’a, большинство песен посвящено темам употребления наркотиков, субкультуре наркоманов. В песнях альбома встречается ненормативная лексика.

## Общая информация
- Презентация прошла 5 ноября 2007 года в клубе «Апельсин».[4]
- В песне «Не на экспорт» Guf во второй части своего куплета пародирует первые строфы куплета Лигалайза из песни «Ты должна остаться», вышедшей на альбоме Влади «Что Нам Делать в Греции?».
- «Качели» — сленговое название наркотика спидбол. В некоторых песнях упоминается про его употребление.
- В песне «Около клуба» должен был быть куплет Батишты.
- Трек «Исповедь» и «Легенды» должны были изначально появиться на альбоме Птахи «След пустоты».
- Трек «Слайды» вышел в октябре 2006 и был добавлен в альбом «Качели».
- Трек «Зима» вышел в апреле 2007 на альбоме «Hip-Hop для гурманов, Vol. 1» и был добавлен в альбом «Качели».

## Список композиций
| №   | Название                                                    | Текст песни                 | Музыка | Длительность |
| --- | ----------------------------------------------------------- | --------------------------- | ------ | ------------ |
| 1.  | «Intro» (уч. Принцип)                                       | Принцип, Guf, Птаха, Slim   | Slim   | 1:20         |
| 2.  | «Качели»                                                    | Slim, Guf, Птаха            | Slim   | 4:56         |
| 3.  | «Исповедь» (уч. Стриж, Принцип)                             | Стриж, Принцип, Slim, Птаха | Slim   | 4:24         |
| 4.  | «Жара 77»                                                   | Guf, Slim, Птаха            | Slim   | 4:10         |
| 5.  | «Слайды»                                                    | Птаха, Guf, Slim            | Slim   | 3:55         |
| 6.  | «Город дорог» (уч. Баста)                                   | Птаха, Slim, Guf, Баста     | Slim   | 4:29         |
| 7.  | «Легенды» (уч. 5Плюх)                                       | Slim, Птаха, 5Плюх          | Slim   | 4:19         |
| 8.  | «Не на экспорт» (уч. «TAHDEM Foundation»)                   | Guf, Slim, Slamo, Мафон     | Slim   | 4:12         |
| 9.  | «Железное небо» (уч. Принцип, Рома Жиган, Бледный («25/17») | Guf, Чума, Принцип, Бледный | Slim   | 4:45         |
| 10. | «Около клуба»                                               | Slim, Guf, Птаха            | Slim   | 4:42         |
| 11. | «Зима»                                                      | Птаха, Guf, Slim            | Slim   | 4:42         |
| 12. | «Что успеем?» (уч. Стриж, Fame)                             | Птаха, Стриж, Slim, Fame    | Slim   | 5:10         |
| 13. | «Мутные замуты (rmx)»                                       | Slim, Guf, Птаха            | Slim   | 3:46         |
| 14. | «Нюни (Скит)»                                               | Айза, Птаха                 | —      | 0:56         |
| 15. | «Нюни» (уч. Джино («1000 Слов»))                            | Джино, Slim, Guf, Птаха     | Slim   | 5:35         |
| 16. | «Всем берегам» (уч. Баста)                                  | Guf, Птаха, Slim, Баста     | Баста  | 5:04         |

Семплы:
- «Интро» — содержит семпл песни «The Cottage on the Beach» итальянского композитора Dario Marianelli и песни «Аферы» рэп-исполнителя Принципa.
- «Качели» — содержит семпл песни «Illusionary Lines» группы Hilltop Hoods.
- «Исповедь» — содержит семпл песни «Chan-Chan» кубинского музыкального проекта Buena Vista Social Club.
- «Жара 77» — содержит семпл песни «Cayenne» британской группы The Quarrymen.
- «Слайды» — содержит семпл песни «La Rosita» музыканта Бена Уэбстера.
- «Город Дорог» — содержит семпл песни «What Will Come Of This» группы Vaya Con Dios.
- «Не на экспорт» — содержит семпл песни «Sallys song» композитора Danny Elfman.
- «Легенды» — содержит семпл песни «Meinichi» японской исполнительницы Мэико Кадзи.
- «Железное Небо» — содержит семпл песни «Because» группы The Beatles.
- «Около клуба» — содержит семпл песни «Озеро надежды» исполнительницы Аллы Пугачевой.
- «Зима» — содержит семпл песни «Pleasant Memory Sake» исполнителей Hiromi Sano и Kimura Yoshio.
- «Что Успеем» — содержит семпл песни «Besame Mucho» французского пианиста Мишеля Петруччиани.
- «Нюни» — содержит семпл песни «Death letter» исполнителя Johnny Farmer.
- «Всем берегам» — содержит семпл песни «Yoon Gun — Prologue (Piano Version)» исполнителя OST Sad Love Story.

## Участники записи
Сведения взяты из буклета альбома.
- Сведение: Brooklyn Only (1, 2, 4—7, 9—16), Ант (3), Tengiz (8)
- Мастеринг: Tengiz
- Фото: Комаров Артём
- Дизайн Обложки: Малышева Лидия, Михаил Ефремов

| - Guf — автор слов, вокал (1, 2, 4—6, 8—11, 13—16) - Slim — автор слов, вокал (1—8, 10—13, 15, 16), инструментал (1—13, 15) - Птаха — автор слов, вокал (1—7, 10—16) - Принцип — автор слов, вокал (1, 3, 9) - Стриж — автор слов, вокал (3, 12) - Баста — автор слов, вокал (6, 16), инструментал (6, 16) - 5Плюх — автор слов (7) | - Slamo — автор слов, вокал (8) - Мафон — автор слов, вокал (8) - Чума — автор слов, вокал (9) - Бледный — автор слов, вокал (9) - Fame — автор слов, вокал (12) - Джино — автор слов, вокал (15) - DJ Shved — скретч, инструментал (6) |